# Дероньє
Дероньє (серб. Дероње) — село в Сербії, належить до общини Оджаці Західно-Бацького округу в багатоетнічному, автономному краю Воєводина.

## Населення
Населення села становить 2286 осіб (2002, перепис), з них:
- серби — 2458 — 86,33%;
- роми — 307 — 10,78%;
- хорвати — 14 — 0,49%;
- мадяри — 13 — 0,495%;

Решту жителів  — з десяток різних етносів, зокрема: чорногорці, югослави, бунєвці, німці і навіть з десяток русинів-українців.